# Bernat II de Comenge
Bernat II de Comenge (mort entre 1149/1150 i 1153) va ser comte de Comenge durant un breu període (després del 1145 i abans del 1153).

## Biografia
Se'n saben poques coses. Bernat II era el fill gran de Bernat I, comte de Comenge, i de la seva dona Dias, hereva de Muret i Samatan. Coneixem aquest matrimoni gràcies al contracte matrimonial signat el 26 d'abril de 1139. Va succeir el seu pare al capdavant del comtat després de la seva mort, que es va produir després del 1145. El 1149-1150, va fer donació a la jove abadia cistercenca de Bonafont les terres de Querilhac, Brogal i La Rue.
Probablement va morir jove i sense descendència, ja que el seu germà Dodó (Bernat III) va portar el títol de comte a partir del 1153. Bernard II és el primer membre conegut de la família Comenge en ser enterrat a l'abadia de Bonafont; més endavant uns altres tres comtes de Comenge seran enterrats al mateix lloc: Bernat V († 1241), Bernat VI († abans del 1300) i Bernat VII († 1312).